# Курень (Бахмачский район)
Куре́нь (укр. Курінь) — село, расположенное на территории Нежинського района Черниговской области (Украина). Село Курень находится примерно в 4 км к юго-западу от центра города Бахмач. Средняя высота населённого пункта — 142 м над уровнем моря. Село находится в зоне умеренно континентального климата. В селе расположен детский оздоровительный лагерь Мечта (укр. Мрія).
Население составляет 4015 жителей (2006 год). Плотность населения — 573,57 чел/кв.км. Национальный состав представлен преимущественно украинцами, конфессиональный состав — христианами.

## История
Впервые упоминается в 1650 году. В ХІХ столетии село Курень было в составе Бахмачской волости Конотопского уезда Черниговской губернии. В селе была Николаевская церковь. Священнослужители Николаевской церкви:
- 1805 - священник Иван Тимофеевич Дончевский
- 1888 - священник Иван Златковский
- 1891 - священник Василий Левитский